# Пасхальный агнец

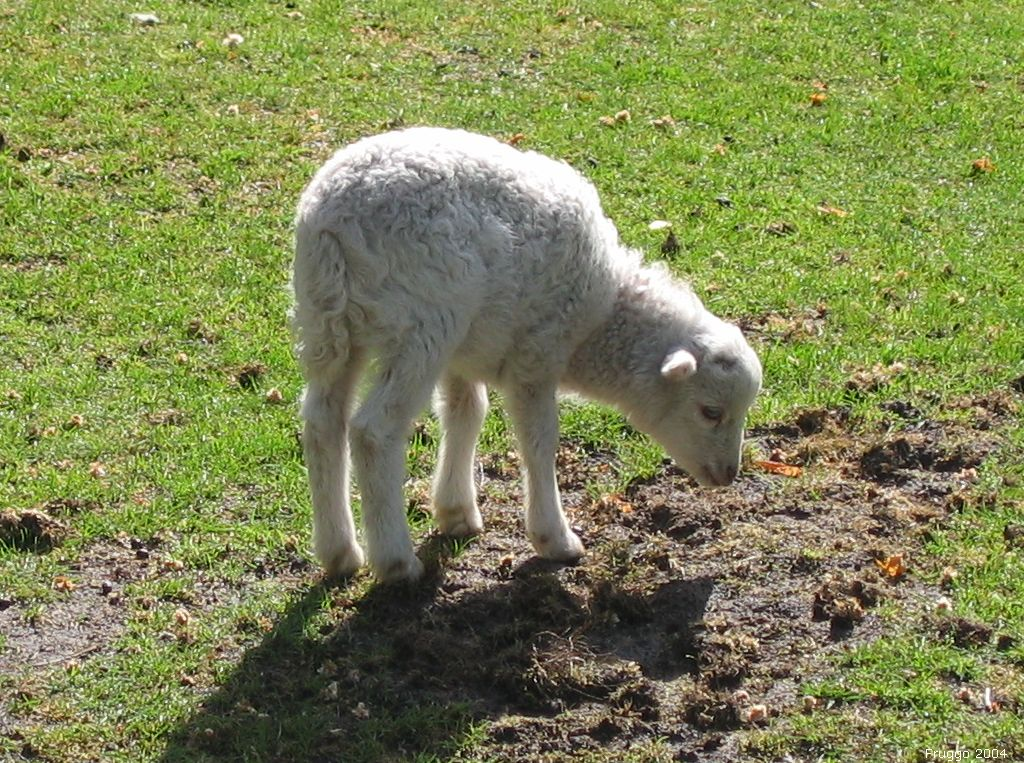
Ягнёнок

Пасха́льный а́гнец  — жертвенное животное ветхозаветного праздника Пасхи. Ягнёнок или козлёнок.

## Ветхозаветная Пасха

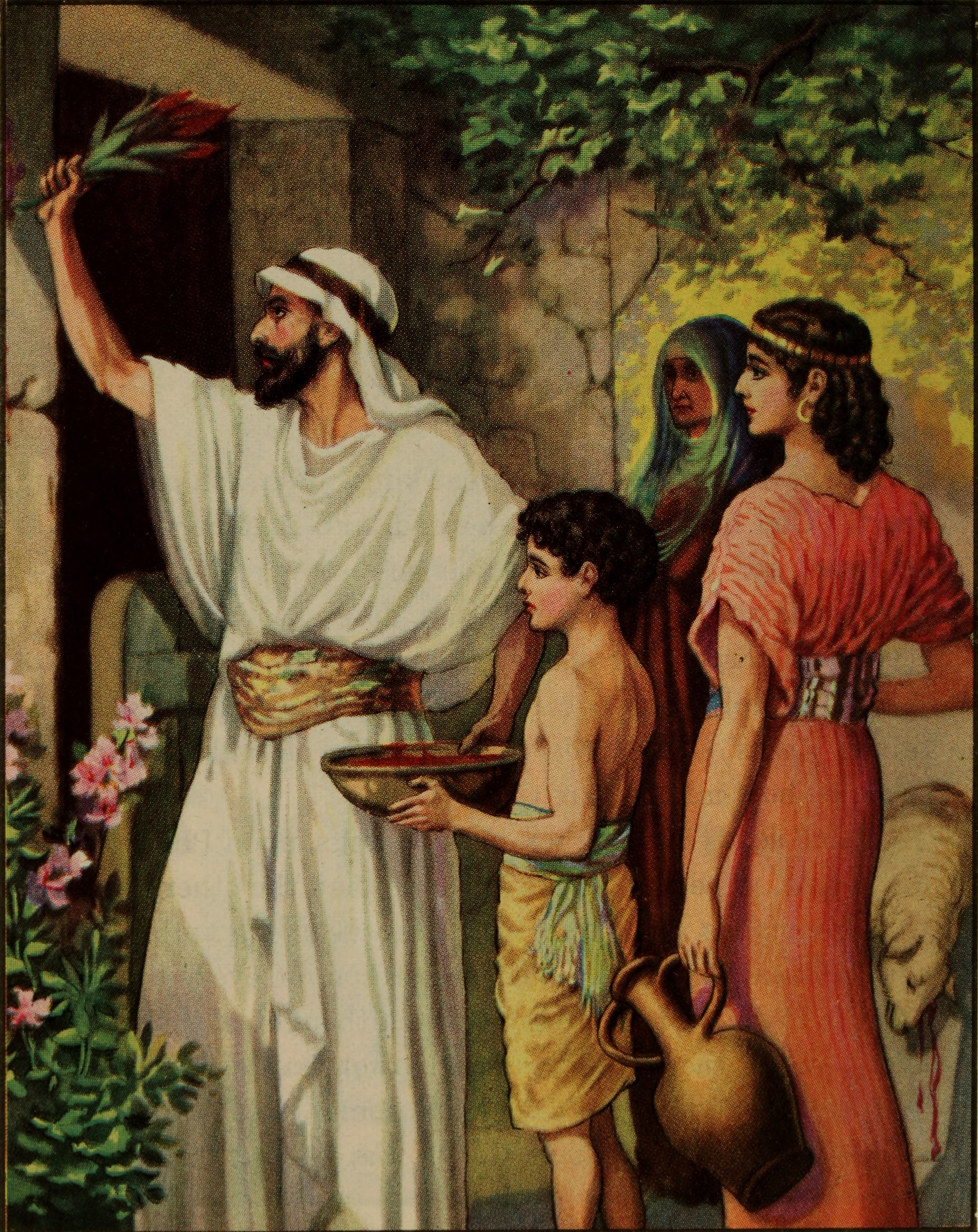
Окропление евреями дверных косяков, события книги Исход. Иллюстрация из «Детской Библии» (Bible primer), 1919 год

В качестве пасхального агнца использовали однолетнего ягнёнка (или козлёнка), «непорочного» (без физических недостатков).
Для пасхальной трапезы использовали животных мужского пола, которых «приносили в жертву к концу 14-го дня первого месяца (авива). Кровью жертвенного агнца помазывали косяки и перекладины дверей в домах, где совершались трапезы». Первоначально заклание происходило по домам, но после возведения иерусалимского Храма заклание происходило перед ним, а косяки дверей перестали мазать жертвенной кровью, «теперь ею кропили алтарь».
Животное готовили «целиком, без раздробления костей, на открытом огне и до наступления рассвета его съедали „с поспешностью“ (Исх. 12:11) без остатка с пресным хлебом и горькими травами. Вкушать пасхального агнца можно было только в кругу семьи, с обязательным приглашением одиноких и малосемейных людей».
Участниками ночной трапезы становились «все без исключения члены семьи, а также слуги, рабы, соседи, пришельцы и путники, при этом они должны были одеться по-дорожному, препоясавшись ремнями или чем-нибудь иным». Иноплеменники не могли вкушать эту трапезу, не приняв обрезание. Принятие обрезания позволяло «участвовать наравне со всеми». Вкушение пасхальной трапезы выступало как «свидетельство главного события всей ветхозаветной истории» — исхода евреев из Египта. Оставшиеся не съеденными остатки пасхального агнца необходимо было сжечь до восхода солнца.
Иисус Христос, «по свидетельству евангелистов, несколько раз совершал со Своими учениками» пасхальную трапезу, в том числе и на Тайной вечери.

## Христианство
«По единодушному суждению святых отцов … в образе агнца пасхального ветхозаветные пророки прозревали будущего страждущего Мессию». Иными словами, пасхальный агнец — прообраз той жертвы, которую принёс Иисус Христос.

## Иудаизм

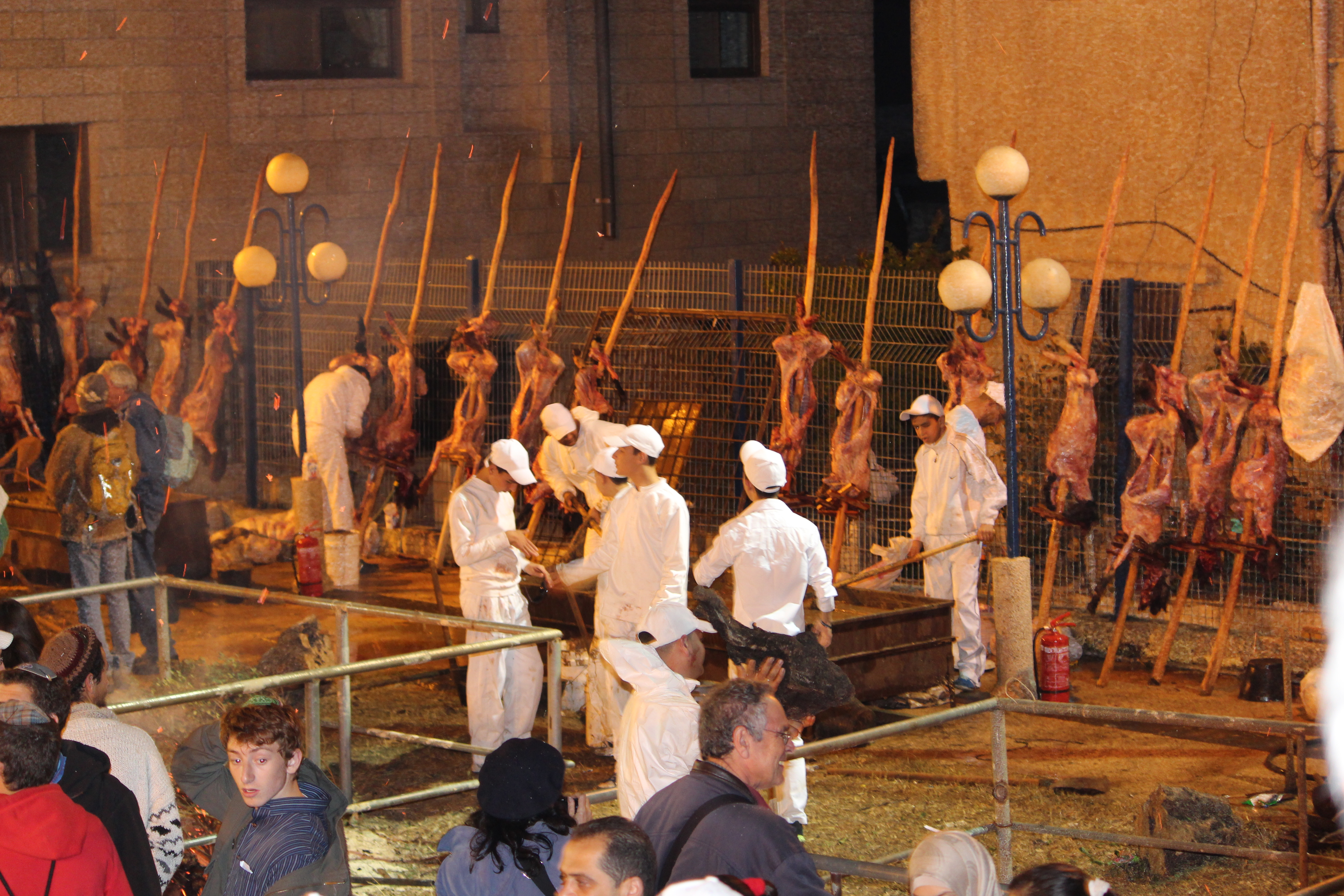
Пасхальный агнец у самарян, гора Гаризим

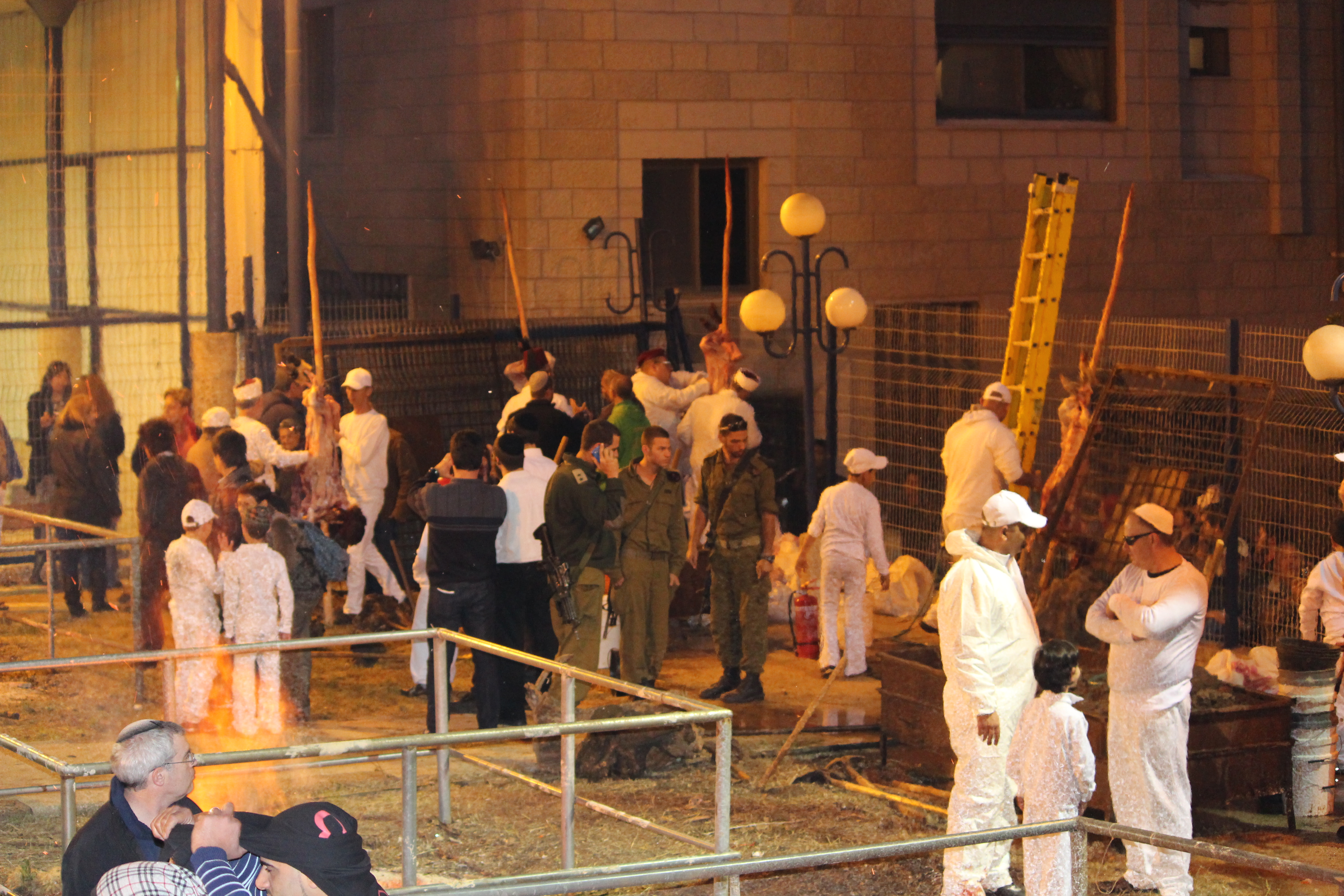
Пасхальный агнец у самарян, гора Гаризим

В иудаизме обряд заклания пасхального агнца прекратился после разрушения римлянами Храма в 70 году. «В современном чине совершения иудейской Пасхи … установлены чтения об исходе, молитвы и рассказы об этом событии, а в ночной трапезе в память об агнце пасхальном предписано съесть небольшой кусочек испечённого мяса».
Принесение и заклание пасхального агнца по-прежнему практикует небольшая (около 1000 человек) община самаритян, проживающая в Израиле.